# Футбольный матч Россия — Англия (2007)
Футбольный матч между сборными России и Англии состоялся 17 октября 2007 года в рамках отборочного турнира чемпионата Европы-2008 на стадионе «Лужники» в Москве. Национальные сборные России и Англии, игравшие в группе E отборочного цикла, боролись за одну из путёвок на первенство Европы. Встреча закончилась победой сборной России со счётом 2:1. Российская команда, проигрывая со счётом 0:1, чуть более чем за 20 минут до конца основного времени сумела сравнять счёт, реализовав 11-метровый удар, а затем через 4 минуты забила второй, победный гол. Этот матч считается одним из лучших в истории сборной России, он же во многом предопределил исход борьбы в данной группе за попадание на чемпионат Европы-2008, хотя интрига в этой группе сохранялась до последних минут заключительного тура.

## Ситуация перед игрой

### Турнирная таблица

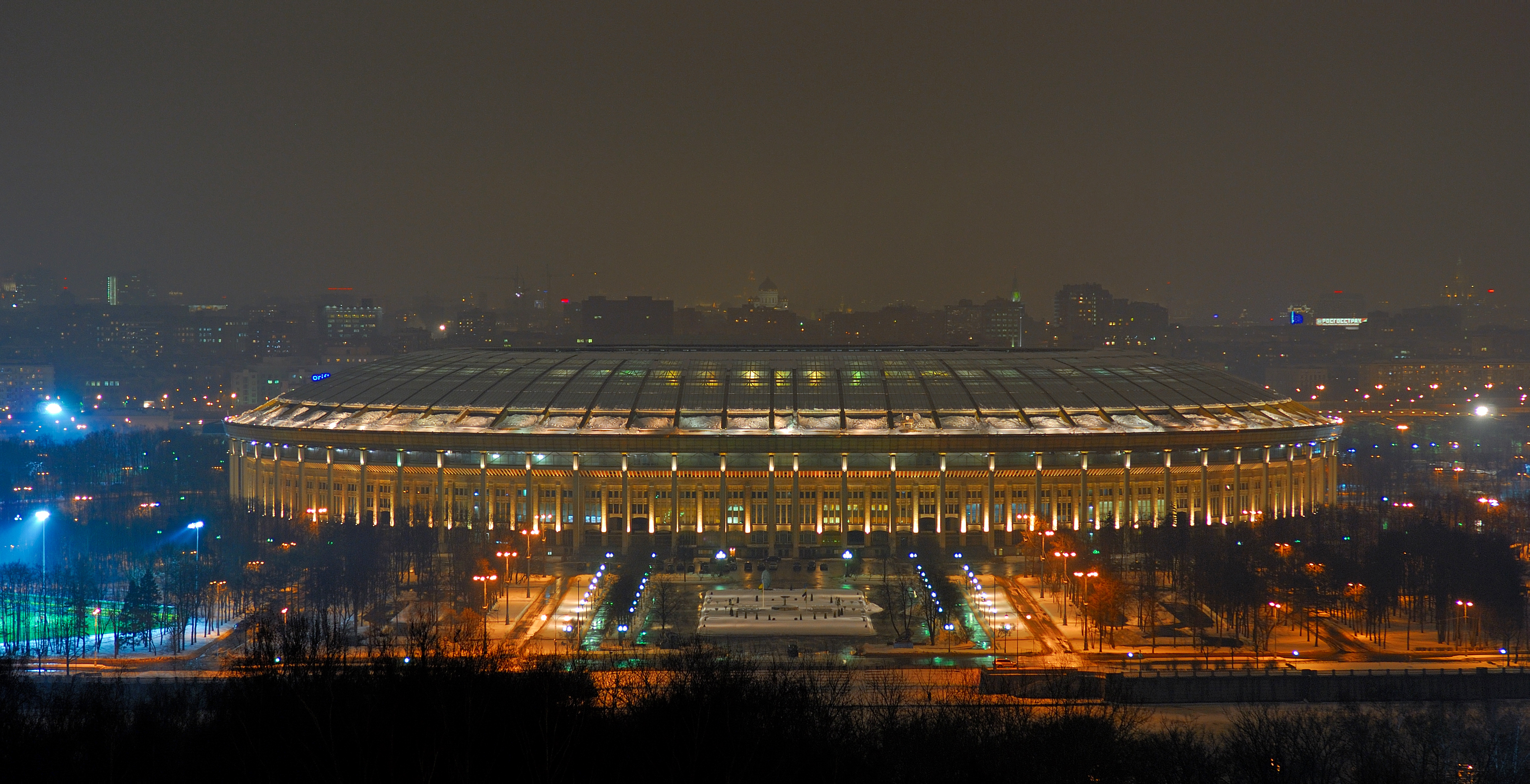
Стадион «Лужники», на котором прошёл матч

Турнирная ситуация в группе E перед этим матчем выглядела следующим образом:
- Хорватия возглавляла группу с 26 очками после 10 встреч, что почти гарантировало балканской команде выход в финальную стадию чемпионата Европы.
- Англия шла второй с 23 очками после 10 встреч: четырьмя днями ранее англичане обыграли Эстонию 3:0. В случае победы Англия досрочно выходила в финальную часть чемпионата Европы со второго места. Ничья и даже поражение в матче оставляли шансы на участие в чемпионате Европы, но при условии потери очков Россией в следующих играх.
- Россия шла третьей с 18 очками после 9 встреч: проиграв в предыдущем для себя матче англичанам в гостях 0:3. Для выхода в финальную часть чемпионата Европы со второго места россиянам необходимо было побеждать в этом матче и в оставшихся двух матчах. Ничья в матче также оставляла шансы на участие в чемпионате Европы, но при условии побед россиян в оставшихся двух матчах и обязательного поражения англичан в домашней игре с Хорватией.
- Израиль, Македония, Эстония и Андорра находились ниже трёх вышеуказанных команд и даже теоретически не могли претендовать на выход в финальную стадию чемпионата Европы.

|    | Команда            | И  | В | Н | П | ГЗ | ГП | +/- | Очки |
| -- | ------------------ | -- | - | - | - | -- | -- | --- | ---- |
| 1. | Хорватия           | 10 | 8 | 2 | 0 | 24 | 4  | +20 | 26   |
| 2. | Англия             | 10 | 7 | 2 | 1 | 21 | 2  | +19 | 23   |
| 3. | Россия             | 9  | 5 | 3 | 1 | 14 | 4  | +10 | 18   |
| 4. | Израиль            | 10 | 5 | 2 | 3 | 17 | 11 | +6  | 17   |
| 5. | Северная Македония | 9  | 2 | 2 | 5 | 7  | 11 | −4  | 8    |
| 6. | Эстония            | 11 | 1 | 1 | 9 | 3  | 21 | −18 | 4    |
| 7. | Андорра            | 9  | 0 | 0 | 9 | 2  | 36 | −34 | 0    |

Таким образом, сборной России после поражения от сборной Англии в Лондоне на «Уэмбли» (12 сентября 2007 года россияне проиграли со счётом 3:0) была необходима победа в домашнем матче. Всего было три основных варианта развития событий.
- В случае победы сборная России сохраняла шансы на поездку на Евро-2008. России достаточно было бы обыграть Израиль и Андорру, чтобы попасть в финальную часть чемпионата Европы.
- В случае ничьей шансы на участие сборной России в финальном турнире Евро-2008 снижались бы до минимума: команде нужно было бы не только обыграть Израиль и Андорру, но и дождаться обязательного поражения Англии от Хорватии в матче последнего тура.
- В случае поражения подопечные Гуса Хиддинка теряли все шансы на попадание на Евро-2008, поскольку Англия тогда опередила бы Россию на 8 очков, и этот отрыв нельзя было уже отыграть за два тура.

## Подготовка к матчу

### Стадион
Важность матча вызвала большой ажиотаж. До начала продажи билетов в РФС было подано более 570 000 заявок, а официально цены на билеты были оглашены в конце августа. Цена на билеты у перекупщиков доходила до нескольких тысяч рублей за самые дешёвые билеты, которые в кассах стоили 300 рублей, хотя ещё раньше министр спорта Виталий Мутко обещал, что цены на билеты не будут превышать 100—150 рублей. Билеты высшего класса стоили от 4 до 7,5 тысяч рублей. Продажа билетов началась 8 октября, очередь в тот день составляла до 1,5 км, причём некоторые люди стояли в очереди ещё с воскресенья. Для предотвращения беспорядков милиция сдерживала агрессивно настроенных людей, которые, чтобы отыскать билеты, устраивали потасовки. Люди, подошедшие к кассам после 8 часов утра, шансов купить билет не имели, и в итоге Большая спортивная арена Лужников была заполнена полностью, кроме нескольких нижних рядов, зарезервированных в целях безопасности. На матч сборной было запрещено пускать фанатов с клубной атрибутикой, хотя несколько человек с атрибутикой московского «Спартака» попали в объектив телекамер.
Было принято решение провести матч не на травяном покрытии, как хотел тренер сборной России Гус Хиддинк, а на синтетическом. Это решение вызвало недовольство со стороны игроков сборной Англии, поскольку отскок мяча от синтетического покрытия совершенно другой, чем от натурального, а англичане боялись травмировать игроков во время встречи. Вследствие этого каждый футболист получил дополнительную страховку на случай травмы суммой по 100 тысяч фунтов стерлингов на каждого игрока. Журналистов решение играть на искусственном газоне и вовсе повергло в состояние беспокойства, поскольку россияне, по их мнению, решили искусственно создать себе задел перед началом встречи. Позже искусственный газон был назван одним из факторов, повлиявших на исход матча.
Перед игрой прошли матч между журналистами обеих стран и матч болельщиков двух команд. Российские журналисты победили английских коллег, в составе которых играл именитый игрок прошлого Джейми Реднапп со счётом 9:3, а матч завершился на 10 минут раньше, чем полагалось. Россияне победили и в матче болельщиков со счётом 6:5, не позволив англичанам взять реванш за поражение в Лондоне месячной давности со счётом 2:5. В отличие от игроков, ни журналисты, ни болельщики не высказывались отрицательно об искусственном газоне.

### Права на трансляцию
На матче присутствовало около 78 000 зрителей, из которых около 10 % составляли английские болельщики — по некоторым данным, до 6700, хотя это значение не является точным. Матч по телевидению смотрели 34 миллиона человек (15 % всех владельцев телевизоров в России и 40 % тех, кто смотрел в тот день телевидение), что побило предыдущий рекорд — 28 миллионов человек на матче с Уэльсом в Кардиффе в 2003 году. Большинство спортивных баров страны были заполнены до отказа — в них за матчами наблюдали, по разным данным от 230 до 260 тысяч человек (при среднем числе зрителей в барах на обычных спортивных соревнованиях не более 150 тысяч). Последний раз подобный ажиотаж наблюдался 8 лет назад, на матче Россия — Украина, когда на стадион пришло около 80 тысяч человек, а сообщения прессы и все разговоры граждан были посвящены преимущественно матчу.
Матч был показан в прямой трансляции «Первым каналом» с применением 3D-технологии, когда повторы некоторых ситуаций просматривались под несколькими углами. Трансляцию игры вели каналы BBC One, Sky Sports и Eurosport. В России телеканалы «Спорт» и Eurosport показали игру на следующий день в записи (в 13:45 по московскому времени на Eurosport и в 21:35 по московскому времени на канале «Спорт» совместно с аналитической передачей). На «Первом канале» комментировал игру Виктор Гусев, на Sky Sports — Ричард Киз и Джейми Реднапп, на BBC Sport — Стив Уилсон и Марк Лоуренсон в рамках программы Match of the Day на BBC One.

### Подготовка болельщиков и обеспечение безопасности
На каждом из российских секторов были представители Всероссийского объединения болельщиков, которые координировали действия фанатов. На сидениях были разложены специальные «шпаргалки» с текстами гимна России, фанатских песен и кричалок. Ритм задавали с помощью барабанов, а синхронизацию болельщиков разных трибун обеспечивали с помощью раций. В послематчевом описании игры газета The Independent отметила, что российские болельщики не показывали неприличные жесты и не оскорбляли английских игроков, ограничиваясь скандированиями и «волнами». Английские футбольные болельщики, которые известны в мире как одни из самых буйных, перед самой игрой вместе с послом Великобритании в России совершили экскурсию по Александровскому саду, где возложили цветы к могиле Неизвестного солдата, причём половину из состава делегации составляли женщины. Каждый фанат получил памятку на сайте МИД, в которой озвучивались правила поведения во время игры:
ПАМЯТКА БРИТАНСКИМ БОЛЕЛЬЩИКАМ

Настоятельно рекомендуем вам воздержаться от покупки билетов на сектора с российскими болельщиками. Если все-таки вы решитесь на такой шаг, пожалуйста, придерживайтесь следующих рекомендаций:
- Не приобретайте билеты для больших групп.
- Постарайтесь не покупать билеты на крайние места.
- Постарайтесь привлекать к себе как можно меньше внимания: не надевайте шарфов и футболок с символикой английской сборной и, если возможно, пойдите на матч вместе с русскими друзьями.
- Приходите на стадион вовремя, так как иногда опоздавшие попадают в неприятные ситуации за стенами стадиона.
- Убедитесь, что вы знаете, как найти свой сектор, до того, как придете на стадион.
- Сохраняйте рассудительность.
- Вскоре после окончания игры покиньте окрестности стадиона.

Британским фанатам предписывалось также остерегаться карманных воров, не вести себя вызывающе и даже опасаться эпидемии «птичьего гриппа». В целом фанаты вели себя довольно мирно, и некоторые из них даже утверждали, что боятся привлекать к себе внимание, дабы не пострадать в драке. Для предотвращения беспорядков были привлечены отряд специального назначения «Пересвет» численностью около тысячи человек, а также более 5000 милиционеров и специальная рота ОМОНа численностью около 230 человек. Однако избежать столкновений не удалось: так, в переходе от станции метро «ВДНХ» в сторону гостиницы «Космос» за день до игры завязалась первая крупная драка, когда пятеро человек были избиты российскими фанатами. Пострадавшие с незначительными ушибами были доставлены в Боткинскую больницу, где им оказали необходимую медицинскую помощь. Ещё за несколько часов до игры на Новом Арбате около дома № 34 в баре группа британских болельщиков, среди которых были и женщины, была атакована двумя группами российских фанатов не менее 20 человек каждая, не носившими клубную атрибутику. Несколько англичан получили порезы лица, задержать нападавших по горячим следам не удалось. ГУВД Москвы подтвердило информацию о драке на Новом Арбате, но представитель правоохранительных органов заявил, что все беспорядки в Москве были спровоцированы нетрезвыми английскими футбольными фанатами, которые вели себя непристойно. Все английские фанаты были выписаны из больниц и отправились смотреть матч.

### Выбор составов

#### Россия
Перед игрой российская сборная понесла серьёзные потери. В мае в ходе игры чемпионата России был травмирован основной вратарь сборной Игорь Акинфеев, из-за травмы в октябре не смог играть полузащитник Владимир Быстров, а вызванный на матч Иван Саенко получил травму и отправился на лечение в Германию (примечательно, что у него был день рождения в день матча). Однако главный тренер сборной России Гус Хиддинк нашёл решение проблемы вратарской позиции, поставив неожиданно вместо опытного Вячеслава Малафеева, пропустившего 3 мяча в Лондоне, другого вратаря — Владимира Габулова, который уже отбыл матчевую дисквалификацию после игры с Македонией (удалён за фол последней надежды против Горана Мазнова в штрафной площади), а за свои две игры с Польшей и Македонией не пропустил ни одного гола. Капитаном сборной был назначен Андрей Аршавин. Сбор команды проходил в московском отеле «Золотое кольцо» за восемь дней до встречи, причём Роман Павлюченко, опоздавший на сбор команды на 19 минут в связи с тем, что не воспользовался метро, был отправлен в резерв волевым решением Гуса Хиддинка. Константина Зырянова включили в основной состав вопреки его статистическим данным, показанным на тренировках.
Окончательные составы обеих команд были оглашены 5 октября. В российскую сборную Гусом Хиддинком были приглашены следующие игроки (включая тех, кто не попал в заявку на матч):

Вратари: Владимир Габулов, Вячеслав Малафеев, Антон Шунин.

Защитники: Алексей Березуцкий, Василий Березуцкий, Сергей Игнашевич, Александр Анюков, Денис Колодин.

Полузащитники: Динияр Билялетдинов, Юрий Жирков, Иван Саенко, Игорь Семшов, Константин Зырянов, Дмитрий Торбинский.

Нападающие: Андрей Аршавин, Павел Погребняк, Александр Кержаков, Роман Павлюченко, Дмитрий Сычев.
Дополнительно был дозаявлен Роман Широков.

#### Англия
В Москву не отправились Эшли Коул и Эмиль Хески, а прибывший в расположение сборной в Москву капитан Джон Терри на тренировке получил травму, что вынудило главного тренера английской сборной Стива Макларена отдать капитанскую повязку Стивену Джеррарду, для которого этот матч стал бы первым в качестве капитана, а вместо травмированного Терри выпустить Сола Кэмпбелла в центр защиты. За несколько дней до игры стало известно, что Рио Фердинанд и Уэйн Руни попали в аварию: автомобиль Фердинанда Range Rover улетел в кювет и перевернулся. Игроки не получили повреждений и травм, но пребывали в шоке после аварии некоторое время. Тренировка англичан во вторник ознаменовалась скандалом, поскольку в адрес работников «Лужников» звучали требования немедленно покинуть ровно на час стадион и не заходить на поле ни под какими предлогами; также английская команда отказалась давать автографы школьникам у гостиницы Swiss Hotel, где они ждали встречи с игроками.
Стив Макларен для подготовки к игре с Россией вызвал следующих игроков (включая не попавших в заявку на игру):

Вратари: Пол Робинсон, Дэвид Джеймс, Скотт Карсон.

Защитники: Майка Ричардс, Уэс Браун, Рио Фердинанд, Джон Терри, Эшли Коул, Фил Невилл, Леон Лескотт, Сол Кэмпбелл, Ники Шори.

Полузащитники: Шон Райт-Филлипс, Джо Коул, Фрэнк Лэмпард, Стивен Джеррард, Гарет Барри, Эшли Янг, Стюарт Даунинг, Дэвид Бентли.

Нападающие: Майкл Оуэн, Алан Смит, Уэйн Руни, Дин Эштон, Джермейн Дефо, Эндрю Джонсон, Питер Крауч.
Дополнительно дозаявлен Люк Янг.

### Судейская бригада

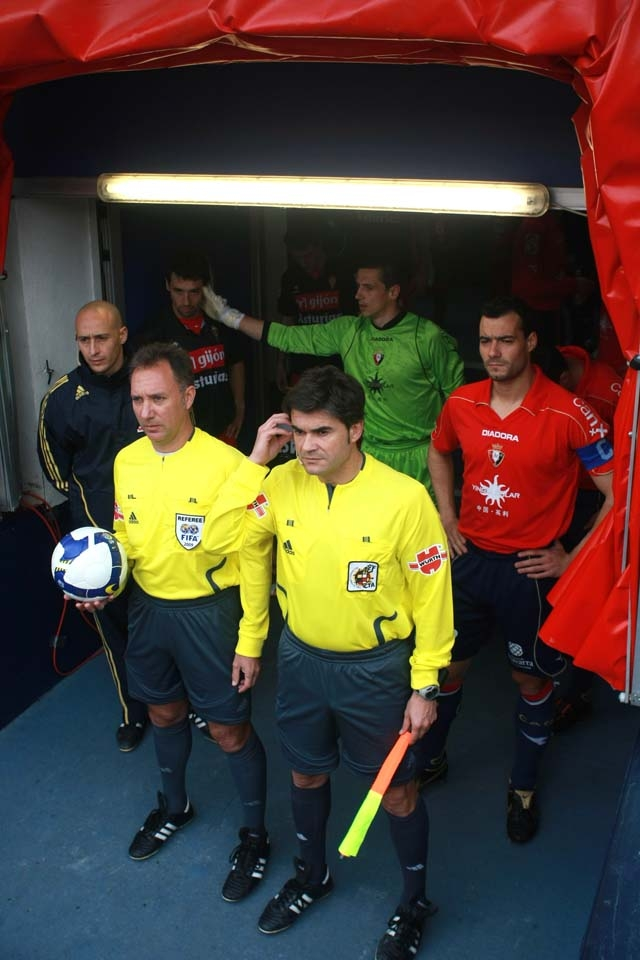
Луис Медина Канталехо (слева, в жёлтой футболке)

Судить игру была назначена бригада испанских арбитров: главный арбитр — Луис Медина Канталехо, лайнсмены — Викториано Хиральдес Карраско и Хесус Кальво Гвадамуро. Медина Канталехо работал на чемпионате мира 2006 года и был резервным арбитром в финальном матче, где он был свидетелем стычки Зинедина Зидана и Марко Матерацци, которую не видел главный арбитр из Уругвая Орасио Элисондо. Именно после подсказки испанца Элисондо удалил Зидана. Медина Канталехо также обслуживал три игры российских клубов в еврокубках и стал одним из первых судей-иностранцев в чемпионате России, отсудив матч ЦСКА — «Зенит» (1:1) в 2005 году.

## Прогнозы на матч

### В пользу Англии
Большинство экспертов отдавали предпочтение Англии как более опытной и классной команде: Стив Макларен заявил, что Англия едет в Москву побеждать и не сомневается в своём успехе, несмотря на потери игроков. Не верил в российскую сборную и хорватский игрок Дарио Срна, который, несмотря на своё желание видеть Хорватию и Россию на чемпионате Европы, сильно сомневался в успехе России ввиду трёх сведённых вничью командой Хиддинка официальных игр отборочного турнира, а также крупного поражения в игре в Лондоне (итого россиянами были потеряны перед домашней игрой с Англией 9 очков). Макларена не устраивала ничья (в этом был убеждён олимпийский чемпион 1988 года Дмитрий Харин), выгодная для англичан, но её предсказывали действовавший президент Футбольной ассоциации Англии Джеффри Томпсон, наставник лондонского «Арсенала» Арсен Венгер и игрок сборной Майка Ричардс.

### В пользу России
В пользу России говорили ряд других экспертов: поддержку болельщиков и морально-волевые качества называли основными факторами победы российской сборной экс-игрок «Зенита» Александр Панов, капитан сборной Андрей Аршавин, вызванный на игру полузащитник Динияр Билялетдинов и известный по играм за «Манчестер Юнайтед» Андрей Канчельскис, который выделил «настрой, полнейшая самоотдача, жесткая игровая дисциплина и немного фарта» как залог победы. В качестве козыря российской команды Александр Мостовой считал погодные условия и качество поля.
Российскую оборону называли слабым звеном чемпион Европы 1960 года Валентин Иванов и телекомментатор Юрий Розанов. Для удачного исхода игры оборона должна была бы располагаться компактно и вести жёсткую борьбу, а при удачном случае игрокам следовало переходить в контратаки и избегать навесов — это мнение высказали полузащитник сборной Игорь Семшов, бывший вратарь сборной Швеции Томас Равелли и игрок «Динамо» Дмитрий Хохлов, высоко оценивший работу Гуса Хиддинка в России.
Перед игрой Виктор Понедельник, ещё один чемпион Европы 1960 года, написал в своей колонке газеты «Спорт-Экспресс» краткое обращение к игрокам сборной России, с которым к нему самому и его партнёрам по команде ранее обращались как главный тренер сборной СССР Гавриил Качалин, так и начальник сборной Андрей Старостин. В обращении Понедельник призвал игроков строго выполнять все указания и установки, данные тренером, и избегать «детских» ошибок. Из иностранцев высказался тренер сборной Хорватии Славен Билич, который был уверен в победе России и ожидал продолжения борьбы вплоть до последнего тура отборочной кампании, который должен был состояться 21 ноября 2007 года. Сам же главный тренер сборной России Гус Хиддинк надеялся сделать всё возможное, чтобы преподнести сюрприз для болельщиков, на поддержку которых рассчитывал. Известный спортивный журналист Игорь Рабинер в газете «Спорт-Экспресс», рассуждая об игре, раскритиковал британских фанатов и футбольных экспертов, которые утверждали, что результат этого матча уже ни на что не может повлиять, и скептически отнёсся к словам британского диктора на «Уэмбли», который заявил, что Англия почти гарантировала поездку в Австрию следующим летом.
Перед игрой в раздевалку сборной зашёл Виктор Зубков, занимавший тогда должность Премьер-министра России, и пожелал игрокам удачи, заявив, что английские футболисты — в первую очередь, живые люди, у которых есть свои слабости и которые могут в чём-то уступать российским футболистам. Также он напомнил о победе в Великой Отечественной войне и полёте Юрия Гагарина в космос, добавив, что если страна справилась с такими испытаниями, то и с задачей футбольного плана Россия должна справиться. Вместе с тем уже после игры некоторые политики раскритиковали Зубкова, заявив, что тот в своей речи неумело сравнил Англию и Третий рейх, при этом имея благие намерения — морально поддержать игроков.

### Букмекеры и опросы
Букмекерские конторы отдавали безоговорочное предпочтение англичанам: российская контора «Марафон» установила коэффициент 3.10 на победу России или ничью и коэффициент 2.25 на победу Англии; британская контора William Hill установила коэффициент 3.10 на победу России, 2.87 на ничью и 2.20 на победу Англии; австрийская контора Bwin установила коэффициент 3.7 на победу России, 3.25 на ничью и 1.9 на победу Англии. Ирландская контора «Paddy Power» предсказывала, что наиболее вероятный счёт во встрече — ничья 1:1, наиболее вероятные авторы голов — Александр Кержаков и Майкл Оуэн. Максимальная ставка на матч в букмекерских конторах России составляла 400 000 рублей, а общий оборот букмекерских контор в РФ составил около 100 000 000 рублей.
Опрос официального сайта УЕФА дал противоположные мнения: по разным данным, от 60 до 66,67 % посетителей предсказали победу России; 41 % посетителей сайта Чемпионат.com предсказали победу России с разницей в один мяч.

## Ход матча

### Первый тайм

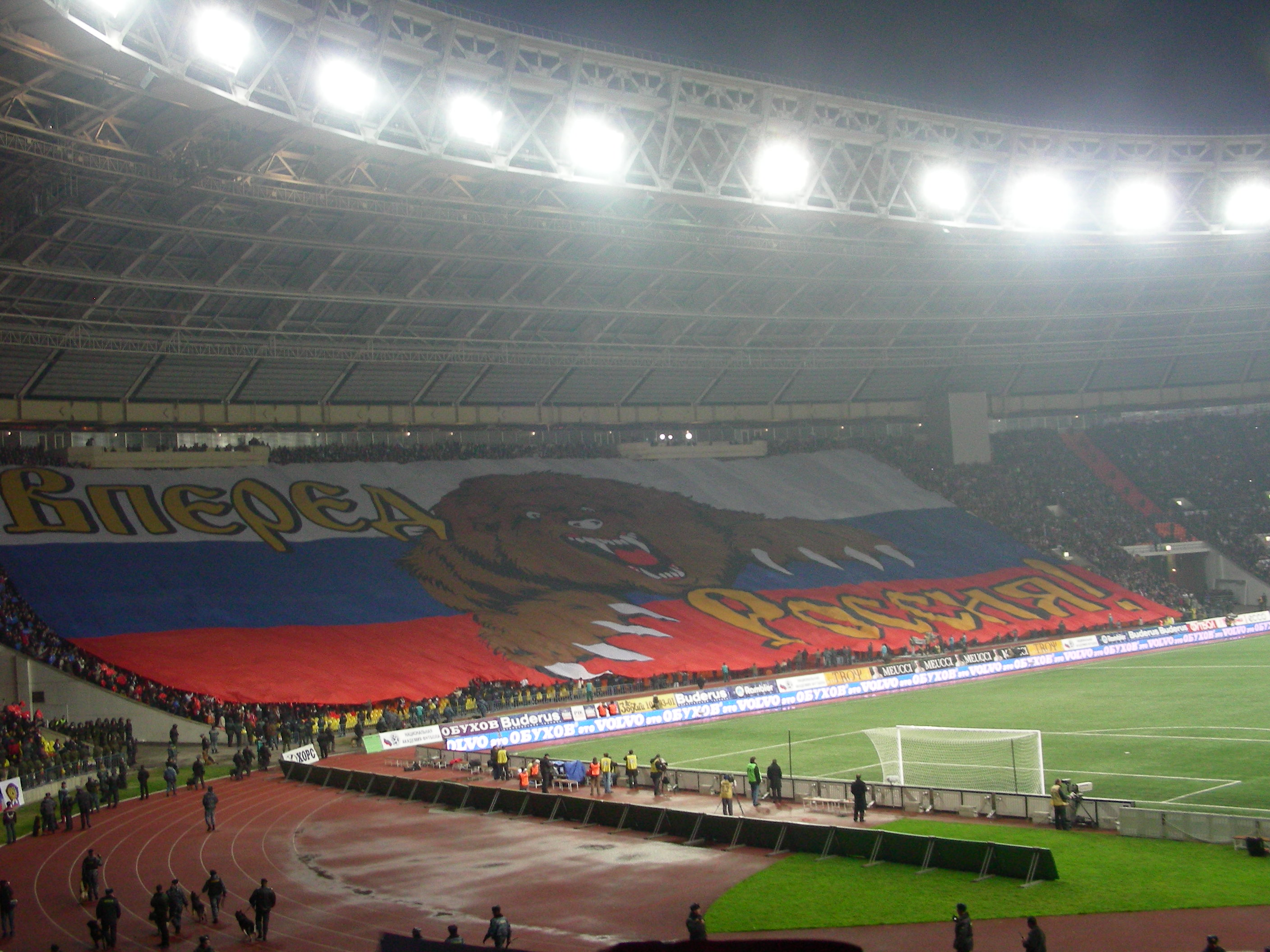
Гигантский баннер в «Лужниках»

Перед игрой были исполнены национальные гимны обеих стран. По регламенту УЕФА первым исполнялся гимн англичан как гостей, но его заглушили своим свистом российские фанаты. Попытка сделать то же самое в ответ гимна хозяев у англичан не получилась, и 70 000 болельщиков сумели исполнить гимн и перекричать английских фанатов.
Игра началась в 16:00 по Лондону и 19:00 по Москве. После стартового свистка команда России бросилась в атаку и в течение первых 10 минут не позволяла англичанам отодвинуть игру от своих ворот, однако стартовый натиск не принёс ни одного опасного момента. Сборная России играла от обороны, что вполне обосновано в матчах с командами класса сборной Англии. Единственный момент сам себе создал Юрий Жирков, однако в борьбе с защитником выпустил мяч за лицевую. Затем в штрафной площади упал Александр Кержаков, якобы после столкновения с Уэйном Руни, однако пенальти не был назначен. Видеоповтор показал, что Руни не трогал Кержакова, а показать Кержакову жёлтую карточку за симуляцию судья не решился. После этого Андрей Аршавин на правом фланге провёл очередную атаку, сделав пас на Динияра Билялетдинова. Динияр сходу нанёс удар, но мяч попал в Рио Фердинанда (ещё несколькими минутами ранее Фердинанд ценой фолов срывал несколько атак россиян). Ещё одну атаку провёл Константин Зырянов, прорвавшись по правому флангу и нанеся мощный удар, но Пол Робинсон кончиками пальцев отбил мяч прямо в штангу.

#### Гол англичан

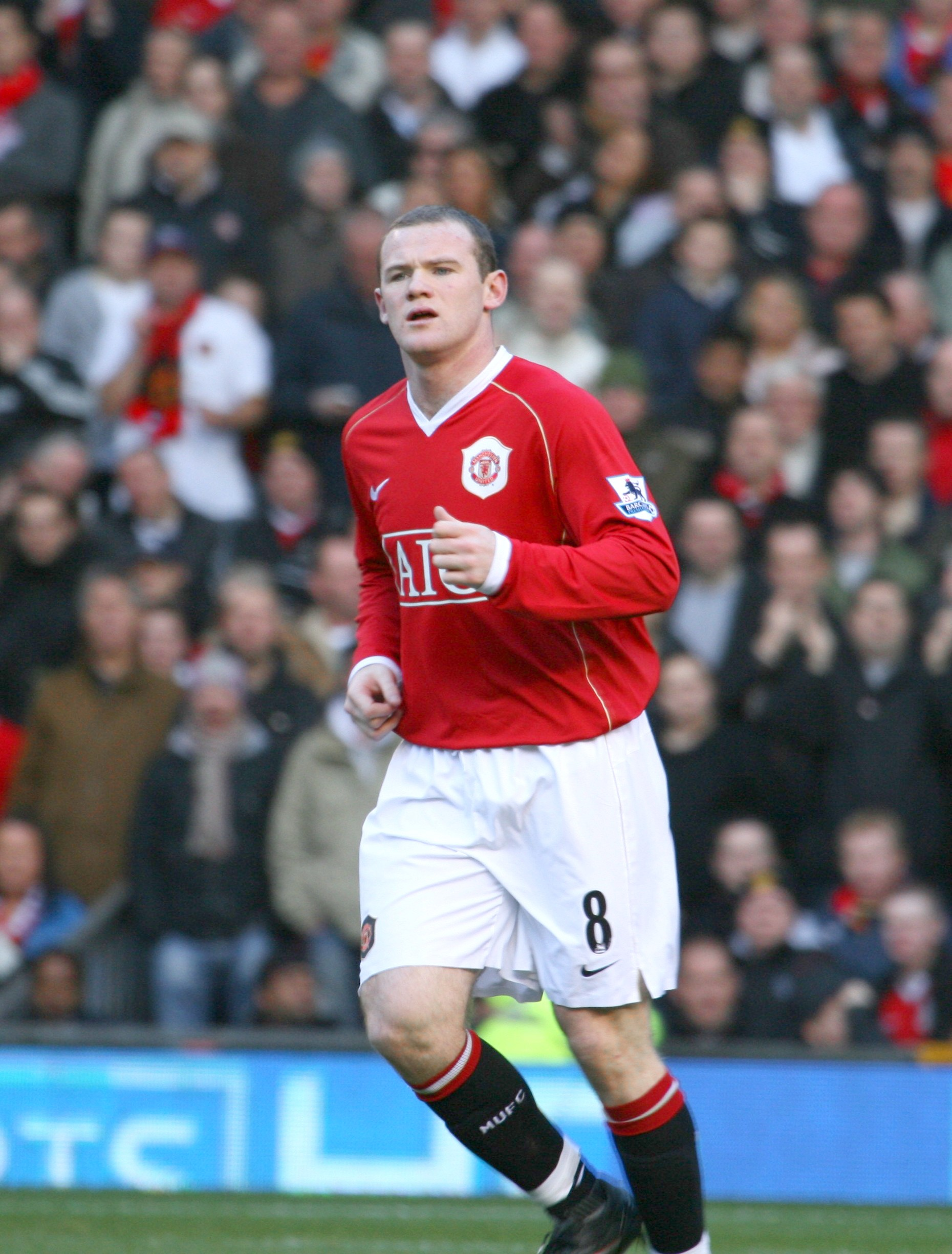
Уэйн Руни, открывший счёт в матче

На 29-й минуте Уэйн Руни открыл счёт: после передачи Сола Кэмпбелла из глубины Майкл Оуэн опередил Сергея Игнашевича (который был выше Майкла на голову) и головой сбросил мяч на Руни. Нападающий, воспользовавшись замешательством Василия Березуцкого, принял мяч грудью и с лёту пробил мимо российского вратаря Владимира Габулова прямо по центру ворот под перекладину. Забитый Руни гол очень сильно напоминал гол Майкла Оуэна, забитый в матче 12 сентября 2007 в Лондоне, однако вместо Руни в похожей комбинации участвовал Эмил Хески.
Некоторым наблюдателям (в их числе был Александр Бородюк, старший тренер сборной России) показалось, что Руни был в положении вне игры, что позже после просмотра повтора подтвердил комментатор матча Виктор Гусев: Руни на половину корпуса опережал Василия Березуцкого, а в редакции правил футбола от 2003 года говорилось, что если любая часть тела атакующего игрока (кроме рук) находится ближе к воротам, чем противник, то объявляется положение «вне игры». Гол всё же был засчитан, несмотря на возмущения Василия Березуцкого, который действительно считал, что Руни был в офсайде, и показывал это арбитру.
До перерыва россияне попытались провести ещё несколько атак, но они были безуспешны. Именно при счёте 0:1 в пользу англичан команды ушли на перерыв. Статистика игры гласит, что россияне, несмотря на двойное преимущество по владению мячом, очень плохо разыгрывали в течение первого тайма (да и всего матча) стандарты — всего лишь небольшое количество угловых было успешно подано игроками сборной России.

### Второй тайм
На замену вместо защитника Василия Березуцкого, косвенно виновного в пропущенном мяче, был выпущен полузащитник Дмитрий Торбинский, который должен был обострить игру. Вначале болельщикам показалось, что Хиддинк не угадал с заменой — после навеса от Гарета Бэрри Торбинский не побежал за мячом ввиду отсутствия оборонительных навыков, а Джеррард промахнулся с нескольких метров. Через несколько минут последовал второй навес: Майка Ричардс наносил удар в упор, однако Габулов блестяще выбил мяч на угловой. Постепенно россияне отодвинули игру от своих ворот и перешли к атаке. На 58-й минуте вместо Александра Кержакова был выпущен Роман Павлюченко, так как Александр, несмотря на свою скорость, не мог пройти рослых и мощных защитников англичан (четвёрка защитников нейтрализовывала любую атаку с участием Кержакова). С участием выпущенных на замену игроков было совершено несколько атак: сначала Торбинский после сольного прохода простреливал на Павлюченко, но Робинсон перехватил мяч. Затем Билялетдинов после паса Аршавина обыграл Кэмпбелла и упал в штрафной после единоборства, но судья не назначил пенальти, так как нарушения правил не было. Количество атак нарастало с каждой минутой, и британская оборона уже не справлялась с российскими игроками.

#### Пенальти
Наконец, на 67-й минуте случился эпизод, который и развернул игровую ситуацию на 180°. Аршавин отдавал пас на Зырянова, Константин получил мяч и побежал к штрафной. Отрабатывавший в обороне Руни неожиданно схватил зенитовца за футболку сзади, и тот, пытаясь вырваться, побежал в штрафную площадь и упал там на газон, а через него перелетел и Руни. Арбитр немедленно назначил пенальти и даже показал жёлтую карточку Руни. Английские игроки спорили с арбитром, утверждая, что нарушение было вне штрафной площади (как минимум на расстоянии полуметра), однако, согласно Правилу 1 (Футбольное поле) нарушение, совершённое на линии штрафной, наказывается точно так же, как нарушение в штрафной площади. Это подтвердили комментатор Виктор Гусев и игрок Игорь Семшов. Также Гусев отметил, что никто не ждал нарушения правил со стороны Руни, причём в обороне. При этом сам Руни, который обычно часто спорил с арбитрами в ходе матчей по поводу судейства, в этот раз несогласия с решением Канталехо не выразил.
Однако, на повторе видно, что Руни начал фолить за пределами штрафной площади и только потом Зырянов нырнул в её пределы.
Бить вышел Роман Павлюченко (позднее в интервью телеканалу НТВ+ он сказал, что этот удар должен был пробивать Игнашевич, однако Романа игроки убедили сделать это самостоятельно). В прямом эфире было видно, как Павлюченко перекрестился перед ударом. Затем он мощно пробил в левый угол. Робинсон угадал направление удара, но не дотянулся до мяча. Счёт стал 1:1, а Роман побежал с мячом к центру поля.

#### После пенальти

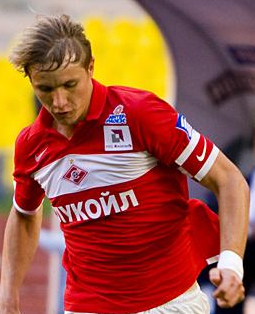
Роман Павлюченко, автор обоих голов сборной России

Хотя англичан в этой игре устраивала ничья, британцы после пенальти бросились в контратаку вопреки стремлению Стива Макларена играть на удержание счёта. Однако рвавшийся к штрафной Джо Коул был сбит сначала Дмитрием Торбинским, а затем Александром Анюковым, и Коулу после силовой борьбы потребовалась медицинская помощь. Некоторое время он лежал на газоне и только потом смог вернуться в игру. Когда на секундомере было время 71:24, Владимир Габулов ввёл мяч в игру, начав решающую атаку сборной России, длившуюся ровно 45 секунд.

#### Второй гол россиян
В течение этих 45 секунд россияне устроили навал на ворота англичан: сначала Торбинский, а затем Павлюченко с Семшовым попытались пробить, однако Кэмпбелл и Рио Фердинанд заблокировали их удары. Спустя приблизительно 40 секунд Алексей Березуцкий нанёс удар из зоны вне штрафной площади. Джеррард бросился под удар, подставив ногу, но не успел прервать его и только запутал вратаря Пола Робинсона. Голкипер «Тоттенхэм Хотспур» по инерции отбил мяч перед собой, допустив серьёзную ошибку: Роман Павлюченко бросился на добивание и, опередив на мгновение Кэмпбелла, Лескотта и самого Робинсона, отправил мяч в ворота. Бежавший слева Рио Фердинанд не успел выбить мяч, ему пришлось уже после свистка судьи достать снаряд из сетки ворот и выбить его в центр поля. Счёт стал 2:1 в пользу россиян. Этот дубль стал одним из самых быстрых в истории российского футбола: быстрее Романа Павлюченко оформлял дубль только Игорь Колыванов.

#### Конец матча
После того, как сборная России вышла вперёд, англичане усилили натиск и создали несколько опасных моментов у ворот россиян, но защита сборной России не позволила англичанам организовать острые моменты. Более того, ошибка англичан на 76-й минуте могла обернуться третьим пропущенным мячом. Павлюченко, получив пас от Аршавина, вбежал в штрафную площадь. Если бы его удар оказался точным, то Роман мог оформить хет-трик, но Сол Кэмпбелл выиграл единоборство и выбил мяч. На 79-й минуте Стив Макларен наконец решился на замену, но с учётом ситуации, которая угрожала британцам, Макларен пошёл ва-банк и выпустил сразу трёх игроков. На поле «Лужников» сначала появился «ливерпулец» Питер Крауч, известный высоким ростом и мощной игрой головой. Затем на поле вышел штатный исполнитель пенальти «аристократ» Фрэнк Лэмпард. Последним появился фланговый полузащитник Стюарт Даунинг из команды «Мидлсбро», наставником которой когда-то был Макларен. Впрочем, никто из этих трёх игроков не смог создать у ворот Габулова чего-либо реально опасного. Парадоксально, но рослый Питер Крауч ни разу не смог принять хотя бы один навес или удар с углового, а его коллеги ограничивались только острыми пасами на Руни, который в этот раз так и не использовал ни один из его моментов. Англичане в некоторые моменты переходили на половину поля России почти всей командой. За 5 минут до конца основного времени англичане упустили последнюю возможность спасти матч — Даунинг подавал угловой, Сол Кэмпбелл попытался пробить, но промахнулся, отправив мяч выше ворот.
В отличие от предыдущих матчей такого уровня, россияне постоянно шли в атаку, что и позволило сохранить преимущество в счёте. Более того, в конце игры после розыгрыша одного из угловых и участия в атаке Дмитрия Торбинского Рио Фердинанд чуть не срезал мяч в свои ворота — снаряд прошёл в нескольких сантиметрах от штанги. Даже в течение трёх добавленных арбитром минут англичане не подошли к штрафной и не создали хотя бы один голевой момент, а на второй добавленной минуте Роман Павлюченко в который раз мог снять все вопросы о победителе матча. В конце игры взбешённый Майка Ричардс вступил в перепалку с Юрием Жирковым, и только судья, сделав им устное внушение, смог предотвратить потасовку. После сброса аута англичанами Торбинский в подкате выбил мяч прямо на Джеррарда, и в ту же секунду прозвучал свисток судьи, который зафиксировал победу России.

## Последствия на Евро-2008
Турнирная ситуация в группе после этой игры изменилась следующим образом:
- Хорватия осталась на первом месте с 26 очками после 10 матчей, выход хорватов в финальную часть Евро-2008 гарантировали ничья или проигрыш России в следующем матче.
- Англия осталась на втором месте с 23 очками после 11 матчей, но в связи с поражением в Москве участие Англии в Евро-2008 ставилось под вопрос. У англичан оставалась только одна игра в запасе против Хорватии, и в случае, если Россия взяла бы шесть очков в оставшихся матчах, результат игры против Хорватии не помог бы англичанам выйти в финальную часть Евро-2008.
- Россия осталась на третьем месте и набрала 21 очко после 10 матчей, что повысило шансы России на прохождение в финальную часть чемпионата Европы. Для квалификации ей нужно было обыграть Израиль и Андорру: в случае потери очков Россия должна была надеяться на очковые потери у англичан.
- Израиль, Македония, Эстония и Андорра не изменили свои позиции, но именно результаты встреч с тремя командами из вершины турнирной таблицы могли ещё повлиять на итоговый расклад.

|    | Команда            | И  | В | Н | П  | ГЗ | ГП | +/- | Очки |
| -- | ------------------ | -- | - | - | -- | -- | -- | --- | ---- |
| 1. | Хорватия           | 10 | 8 | 2 | 0  | 25 | 4  | +21 | 26   |
| 2. | Англия             | 11 | 7 | 2 | 2  | 22 | 4  | +18 | 23   |
| 3. | Россия             | 10 | 6 | 3 | 1  | 16 | 5  | +11 | 21   |
| 4. | Израиль            | 10 | 5 | 2 | 3  | 17 | 11 | +6  | 17   |
| 5. | Северная Македония | 10 | 3 | 2 | 5  | 10 | 11 | −1  | 11   |
| 6. | Эстония            | 11 | 1 | 1 | 9  | 3  | 21 | −18 | 4    |
| 7. | Андорра            | 10 | 0 | 0 | 10 | 2  | 39 | −37 | 0    |

Победа российской команды повлияла на положение в рейтинге ФИФА. Учитывая все факторы (важность матча, рейтинг игравших команд и итоговый счёт), России было присуждено 106 очков за победу над Англией, и сборная поднялась с 26-го места на 16-е. В то же время Англия опустилась на 11-е место, хотя по последнему рейтингу ФИФА занимала девятую строчку. Однако главным итогом этой победы стало сохранение российской сборной шансов на попадание на чемпионат Европы, которыми она в итоге и воспользовалась, в отличие от сборной Англии, которая не смогла пробиться в финальную стадию этого турнира. Окончательно судьба сборных России и Англии решилась в лондонском матче последней против сборной Хорватии. Англичане, которым достаточно было сыграть вничью, в Лондоне уступили хорватам 2:3, в то время как россияне после гостевого поражения от немотивированной сборной Израиля, ослабленной травмами, с трудом одолели Андорру (1:0), доигрывая 6 минут встречи вдесятером.
На самом чемпионате Европы 2008 года об этом футбольном матче как одной из причин попадания России на чемпионат Европы множество раз вспоминали как обычные журналисты, так и рядовые болельщики. Так, Марк Беннеттс, сотрудник агентства «РИА Новости» и журналист BBC, назвал данную игру одной из трёх важнейших вех российского футбола (двумя другими играми были ничья с Украиной 1:1, не позволившая пройти на Евро-2000, и разгромное поражение от Португалии со счётом 1:7, крупнейшее в истории российского футбола). Беннеттс впервые приехал в Россию в 1997 году и за 10 лет сумел расширить свои знания о советском и российском футболе, который он считает очень непредсказуемым и довольно увлекательным. Английские фанаты, следившие за матчами чемпионата Европы, после четвертьфинальной победы России над Нидерландами единогласно признали, что российская команда и по качеству игры, и по результативности превзошла голландцев, а также признали, что не имеют претензий к уволенному после отборочного турнира Стиву Макларену, поскольку «нет стыда проиграть будущим четвертьфиналистам и потенциальным чемпионам Евро-2008».

## Реакция в России
Победа в этом матче вызвала ликование как российских футбольных болельщиков, так и людей, далёких от футбола. За тренером россиян Гусом Хиддинком закрепилось прозвище «Волшебник», победа стала также подарком для его подруги Элизабет. Для него эта игра как для тренера сборной России стала 13-й по счёту, а после матча ему была подарена картина русского художника Петра Немчинова. Для России это была седьмая волевая победа (то есть победа, которую одерживает команда, проигрывая по ходу встречи) и первая победа после проигрыша в первом тайме по счёту.
В целом сам матч и празднования прошли без серьёзных происшествий, хотя во время игры лица, не имеющие отношения к Всероссийскому объединению болельщиков, запускали сигнальные ракеты и зажигали фаеры, а в ходе матча были задержаны 64 человека за драки и 14 за попытку продажи билетов по завышенным ценам.
Празднования по поводу победы сборной России прошли во многих городах. В их числе были Москва, Санкт-Петербург, Самара, Ростов-на-Дону, Махачкала, Томск, Калининград, Хабаровск, Владикавказ и Моздок. По словам Игоря Рабинера, который следил за трансляцией игры, поздравления поступали из разных городов мира (в том числе из Лас-Вегаса). После игры российскую команду поздравил первый вице-премьер Сергей Иванов, а также бизнесмен и владелец ФК «Челси» Роман Абрамович. Российскую сборную во время «прямой линии», прошедшей на следующий день, также поздравил с победой Владимир Путин. Российская пресса сама отмечала высокий уровень поддержки сборной, тактический гений Хиддинка и важность всей победы, которая стала известна не меньше, чем победа над Францией в 1999 году. В знак уважения к команде и болельщикам действовавший президент Российского футбольного союза Виталий Мутко через час после окончания матча вместе со своим заместителем Сергеем Прядкиным совершил круг почёта по стадиону.

### Тренеры и эксперты

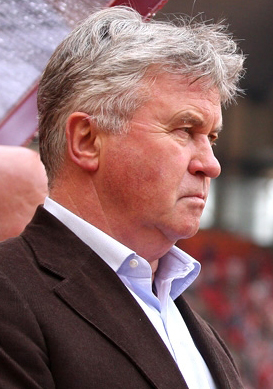
Гус Хиддинк

Хиддинк, по мнению экспертов, тактически переиграл Макларена, сделав несколько умных ходов. Одним из таких является выход Дмитрия Торбинского на замену в перерыве. Полузащитника «Спартака» отметил бывший вратарь сборной России Сергей Овчинников, назвав его выход первым шагом к победе, да и сам тренер Гус Хиддинк оценил вклад Торбинского в победу, так как тот выключил из игры активного Джо Коула. Впрочем, подобный шаг был рискованным, так как Торбинский не сразу вошёл в ход игры и в начале второго тайма чуть не стал косвенным виновником возможного пропущенного гола. Дмитрий реабилитировался, умело включившись в игру — несколько его силовых приёмов оказались действенными и пресекли несколько атак сборной Англии в их начальной стадии. Торбинский действовал в центре поля, хотя в клубе он выступал на фланге, однако это нисколько не ухудшило его игровые качества.
Ещё одним верным ходом Хиддинка стал перевод почти всех игроков в атаку после сравнивания счёта, а особенно заметными были не только Дмитрий Торбинский и Роман Павлюченко, но и Алексей Березуцкий, который нанёс дальний удар по воротам Пола Робинсона и заставил его ошибиться. Стремление игроков в атаку, с точки зрения бывшего защитника сборной СССР Александра Бубнова, стало спасительным для сборной России. Что касается морально-волевых качеств, то сам Хиддинк рассказал, что дал указание игрокам любой ценой сравнять счёт и вырвать победу, а после выхода вперёд не вздумать уходить в оборону — говоря более простыми словами, голландец потребовал от игроков продолжать «гнуть свою линию». Подобные волевые победы одерживались и в Бундеслиге, по признанию бывшего игрока «Карлсруэ» и сборной России Сергея Кирьякова, даже при счёте 0:3 не в пользу одной из команд.
Наконец, ещё одним фактором победы стала удача — как успешная своевременная реализация российскими игроками своих возможностей, так и неожиданные ошибки англичан на ровном месте. Валерий Брошин говорил, что при развитии событий по самому худшему сценарию англичане могли повести в счёте 3:0, но не реализовали свои моменты. Одним из таких моментов стал промах Стивена Джеррарда по пустым воротам в начале второго тайма, и этот момент, с точки зрения всё того же Бубнова, стал поворотным во встрече. Итоговый счёт игры угадали герой игры с Францией 1999 года Александр Панов, известный полузащитник «Барселоны», лондонского «Арсенала» и сборной Беларуси Александр Глеб, телекомментатор Виктор Гусев, комментировавший матч на Первом канале и сам президент РФС Виталий Мутко. Массажист сборной России Михаил Насибов даже точно предсказал, что Павлюченко забьёт два мяча.
Судейство, с точки зрения председателя инспекторского комитета Алексея Спирина, было на самом высоком уровне, а к Луису Медине Канталехо не могло быть претензий, так как он не провоцировал публику своими решениями. По вопросу о правомерности назначения пенальти в ворота англичан Спирин рассказал, что Луис Медина Канталехо пытался связаться со своим помощником по радиосвязи, но из-за помех не расслышал его указания. Только после того, как помощник направился к угловому флажку, Канталехо указал на 11-метровую отметку (именно это означают подобные жесты лайнсменов). А вот Александр Бубнов утверждал, что судья ошибался в обе стороны, поэтому эпизоды с первыми голами обеих команд защитник сборной СССР оставил на усмотрение судьи. Наконец, поддержал решение судьи о назначении пенальти и бывший форвард сборной России, рекордсмен чемпионата мира по количеству забитых в одном матче голов Олег Саленко, который заявил, что арбитры подозрительно часто допускали ошибки в пользу сборной Англии.

### Игроки
Несмотря на усталость после игры и неотложные дела, игроки российской сборной дали интервью российским журналистам, рассказав не только о наставлениях Гуса Хиддинка, но и о собственных мыслях в важнейшие моменты матча. Игрокам Хиддинк перед началом второго тайма дал следующее наставление:

Поверьте мне, я старый человек, у вас будет шанс всё изменить, ваша задача — не упустить этот шанс.

- Сразу же после матча герой встречи Роман Павлюченко, первым покинувший поле, дал интервью Первому каналу в прямом эфире программы «Время», рассказав о поведении российских болельщиков после матча. Также он дал ещё одно интервью газете «Спорт-Экспресс» и заявил, что после второго гола у него появилась 100-процентная уверенность в победе[138].
- Игорь Семшов в качестве главной причины победы назвал командную игру, слаженность и веру в победу; по его словам, россияне только усилили натиск на ворота англичан после пропущенного гола, в то время как гости просто замерли, не понимая, как воспользоваться преимуществом[139]. Также он сказал, что сборной нужно было отобрать у англичан мяч и не повторить ошибки матча в Лондоне: в московском матче, по его словам, сборная Англии предстала абсолютно в другой форме, поскольку была намерена играть на ничью[15].
- По словам капитана российской сборной Андрея Аршавина, только усердие и продолжение выполнения тактических задач на игру принесло победу россиянам[140].
- Юрий Жирков, который в ходе матча получил повреждение, но доиграл встречу до конца, поблагодарил болельщиков за поддержку и назвал попытки отыгрыша англичан неумелыми[141].
- Константин Зырянов, который заработал пенальти, после игры рассказал, что пенальти могли пробить Динияр Билялетдинов или Сергей Игнашевич[142]. В качестве причин успеха он назвал агрессивную игру сборной во втором тайме (в том числе и прессинг со стороны защитников и полузащитников) и более компактную оборону[15].
- Дмитрий Торбинский, вышедший на замену в перерыве матча, после игры сказал, что никто из игроков даже не думал о возможности поражения. Хиддинк же давал указание самому Дмитрию помочь сборной одержать победу, что не удивило Дмитрия: он был уверен в своём участии в матче, вследствие чего усиленно тренировался всю неделю[15]. Также он отметил удачно сыгравшего Павлюченко как «более фактурного» игрока[135].
- Вратарь Владимир Габулов, который провёл свой первый полный матч за сборную, сказал, что не испытывал какого-либо волнения, а самым сложным моментом матча назвал момент, когда Уэйн Руни забил гол. Самым важным он признал итоговый исход встречи в пользу России[143], а ключевым моментом встречи назвал выход Торбинского на замену[15].

### Пресса
Результат матча стал хоть и приятным, но всё же шоком для журналистов, которые называли матч «победой при Лужниках», «королевской викторией», «фантастическим романом писателя Хиддинка» и «победой в третьем тайме». Одним из первых свой материал в «Спорт-Экспрессе» опубликовал Игорь Рабинер под названием «С ума сойти!», который позднее вошёл в его книгу «Наша футбольная Russia». По словам Рабинера, победа над сборной Англии и игра сборной России стала символическим ответом на ряд проявлений негостеприимства со стороны Футбольной ассоциации Англии в Лондоне — в частности, во время разминки российской сборной в Лондоне на стадионе был выключен свет; тренера-наблюдателя российской команды Николая Худиева во время матча Англия — Израиль специально отправили на верхний ярус за ворота; сборной России отказались предоставлять машину сопровождения; наконец, в лондонской встрече не был засчитан чистый гол Зырянова. В той же газете в статье «Фантастический роман Хиддинка» давалась краткая хронология последнего дня перед игрой и последних часов подготовки к встрече. В статье «Виктория — победа!», опубликованной в «Российской газете», свои интервью дали бывший советский футболист Евгений Ловчев, почётный президент РФС Вячеслав Колосков и герой встречи Роман Павлюченко, там же было упомянуто о баннере с медведем, который попал в Книгу рекордов Гиннесса. О беспорядках до, во время и после игры писали в «Новых известиях»: в статье «Победа в третьем тайме?» один из футбольных фанатов по имени Андрей заявил, что хочет увидеть победу России не только на футбольном поле, но и в стычках фанатов обеих стран. В «Комсомольской правде», помимо отчёта об игре, опубликовали имена нескольких британцев, пострадавших во время стычек с российскими фанатами.

## Реакция в Англии
Поражение поставило Великобританию под угрозу впервые с 1984 года остаться без своих представителей на чемпионате Европы, поскольку в тот же день команда Шотландии проиграла Грузии со счётом 0:2, а Северная Ирландия упустила победу в матче со Швецией, сыграв вничью 1:1. Эти две сборные, как и Англия, теоретически ещё могли занять вторые строчки в группах, что гарантировало бы им участие на чемпионате Европы. А вот сборные Уэльса и Ирландии (хоть она и представляет независимую Республику Ирландию) уже давно выбыли из гонки за место на Евро-2008: в их квалификационной группе D досрочно оформили путёвки на чемпионат Европы Германия и Чехия. В течение нескольких дней после игры ФАА понесла убытки на сумму 8 миллионов фунтов стерлингов ввиду нереализованных продаж атрибутики сборной Англии: спрос на эти товары резко упал после поражения англичан. Попытка футбольной ассоциации Англии подать апелляцию на решение судьи и обжаловать его решение оказалась неудачной: УЕФА отказалась рассматривать данный эпизод, заявив, что нарушение правил имело место, а Константин Зырянов не симулировал.
Раздосадованные поражением английские фанаты после игры начали устраивать дебоши в Москве и нападать на российских фанатов. По сведениям официального представителя ГУВД Москвы Евгения Гильдеева, англичане разгуливали группами по 30-50 человек, проявляя повышенную агрессивность и будучи в состоянии алкогольного опьянения. Одна из крупных драк состоялась на Театральной площади, когда около 20 человек подрались рядом с памятником Карлу Марксу, после чего 6 граждан России были задержаны и отправлены в ОВД «Китай-город», а позже не менее 34 человек были отправлены туда же за распитие алкогольных напитков и мелкое хулиганство. Ещё одна драка состоялась около 21:30 на Новом Арбате, когда один фанат сборной Англии подрался с неизвестным. Виновник происшествия был пойман через 15 минут, пострадавшему медицинская помощь не понадобилась. Согласно медицинским сводкам, именно англичанам в большинстве случаев требовалась медицинская помощь.

### Тренеры и эксперты

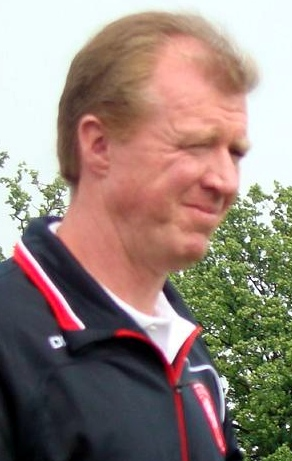
Стив Макларен

Главный тренер сборной Англии Стив Макларен после матча вёл себя крайне неадекватно: в частности, он отказался прийти на пресс-конференцию и дать интервью русским журналистам, заявив, что сделает это только для английских журналистов, и не только отказался от услуг переводчика, но даже запретил переводить свои ответы. Возмущённые российские журналисты назвали Макларена «хамом» за подобное заявление и демонстративно покинули зал для конференций в знак протеста против поведения Макларена, которое вызвало недоумение даже у британской прессы. На пресс-конференции Макларен раскритиковал арбитра и обвинил его в ошибочном назначении пенальти, который перевернул ход игры. По словам бывшего тренера «Мидлсбро», нарушение правил было вне штрафной площади. Вину игроков в поражении он отрицал, утверждая, что они выполнили свой план на игру до конца, и признал, что «безумные четыре минуты» между двумя российскими голами перевернули ход встречи.
Помимо этого, Макларен, по данным некоторых британских журналистов, списал поражение на некие «потусторонние силы», поскольку российские болельщики якобы обращались за помощью к сибирским шаманам, которые пришли на матч и провели некие ритуалы вуду с целью разладить игру английской сборной. Слухи об этом подтвердились лишь частично: бурятская 45-летняя шаманка Башиила Тамара Шантанова, которая в 1980 году была одной из зрительниц московской Олимпиады на трибунах «Лужников», перед игрой провела некие языческий и буддистский ритуалы, в поддержку сборной России, 35-летняя мамбо (жрица вуду) Дамбала с Гаити при помощи некоего ритуала на трое суток ухудшила физическое кондиции трёх игроков сборной Англии, при этом не создавая риска для жизни. Дамбала выбрала в качестве целей Фрэнка Лэмпарда, который вышел на замену в конце встречи, Джона Терри, который из-за травмы не сыграл в матче, и Джо Коула, который вышел в стартовом составе и неубедительно сыграл.
Перед игрой три английских футбольных специалиста, которые так или иначе работали в сборной Англии (не только тренеры, но и игроки) — Грэм Тейлор, Дэвид Платт и Гленн Ходдл — дали интервью газете «Спорт-Экспресс», сделав прогнозы на игру. Такие же интервью были во время перерыва в матче и после игры. И всё же тренеры, которые делали самые смелые предположения, были удивлены исходом встречи. Так, Тейлор, называвший Россию ещё до матча фаворитов, был удивлён тем, что англичане не удержали даже ничью: причиной этого он назвал отсутствие настроя у английской сборной, которая часто не могла выиграть уверенно в подобных встречах, и силу духа российской сборной, а поворотным моментом встречи назвал промах Стивена Джеррарда в начале второго тайма. Платт, который считал, что действия защиты в первом тайме и гол Руни обеспечат победу, раскритиковал игру английской сборной во втором тайме и заявил, что англичане, проиграв важнейший матч, провалили отборочную кампанию, а Макларен должен уйти в отставку. Ходдл после игры признался, что был удивлён исходом встречи и переломом в середине второго тайма, отметив талант Гуса Хиддинка и действия Романа Павлюченко, и признав, что оправданий поражению не может быть, а также уверив, что россияне возьмут шесть очков в оставшихся встречах. Бывший футбольный судья Грэм Полл в интервью изданию Daily Mail сказал, что в футболе могут назначать пенальти, если нарушение правил на игроке начиналось вне штрафной площади, а заканчивалось внутри, но только не в случае с фолом Руни на Зырянове, поскольку арбитр матча неправильно понял своего помощника.

### Игроки
Английские игроки, вернувшись с поля, в первые минуты не могли ничего сказать. Они не сразу поверили, что потерпели поражение, хотя по внешнему виду Джо Коул и Уэйн Руни были не столько расстроены, сколько взбешены. Немногие игроки сборной Англии решились дать интервью, причём журналистам было запрещено фотографировать игроков и до игры, и после неё.
- Вратарь Пол Робинсон, пропустивший два гола и допустивший позиционную ошибку в эпизоде со вторым голом[174], признал свою вину в проигрыше и не стал сетовать на искусственный газон. По его словам, он не мог видеть момент и направление удара Алексея Березуцкого[175].
- Уэйн Руни, который забил гол и вместе с тем стал виновником заработанного пенальти, утверждал, что фолил не в штрафной площади[176], но остался недоволен тем, что после пенальти сборная потеряла концентрацию, и выразил надежду на то, что Израиль отберёт очки у России[177].
- Капитан сборной Стивен Джеррард, промахнувшийся в начале второго тайма после розыгрыша штрафного, обвинил себя в поражении из-за этого эпизода. Хотя он посчитал пенальти спорным, он отметил, что эти не оправдывается провальная игра англичан в середине второго тайма[178][179], а пенальти вдохновил российских футболистов и помог им победить[178]. Джеррард также призвал всех игроков взять на себя ответственность за проигрыш[178][180].
- Шон Райт-Филлипс заявил, что Англия всё равно сможет попасть на Евро-2008, и не исключил потерю очков России в Израиле[135].
- Сол Кэмпбелл сказал, что англичане потеряли концентрацию в тот момент, когда этого делать было нельзя, и предупредил, что вне зависимости от того, потеряет ли Россия очки в следующей игре, поражение от хорватов в последнем туре недопустимо[181]. По поводу пенальти он не дал комментариев, поскольку не видел этот эпизод[182].

### Пресса
После матча в британских газетах и журналах появились разгромные статьи о матче, который называли «игрой, которую не проигрывают гранды футбола», «московской трёпкой», «нокаутом» и «ночным кошмаром» («nyet-mare» — игра слов — «nyet» + «nightmare»). Журналисты критиковали игроков, обвиняя их в грубейшей недооценке противника и высокомерном отношении к игре, и обвиняли в предвзятости арбитра матча Луис Медина Канталехо, который назначил 11-метровый удар в ворота Пола Робинсона, но в подавляющем большинстве случаев главным объектом критики стал Стив Макларен, который, по словам прессы, провалил не только игру в Москве, но и всю отборочную кампанию, вследствие чего должен был немедленно уйти в отставку. В отношении Хиддинка англичане же не поскупились на эпитеты, сравнив его тактику и послематчевые комментарии с «божественным откровением». В некоторых изданиях утверждалось, что в связи с этим поражением в английском футболе назрела пора реформ.

#### Критика в адрес Макларена
Газета The Sun в статье «Выбейте Мака в аут!» (англ. Kick him into touch!) сравнивала тактические ошибки Макларена во втором тайме матча с так называемой атакой лёгкой бригады в битве под Балаклавой (Крымская война), когда из-за неправильно истолкованного приказа под огонь русской артиллерии попал британский кавалерийский отряд, составленный из представителей аристократии и понёсший серьёзные боевые потери. Газета призвала Макларена после поражения уйти в отставку. В другой статье «Железные занавески для Макларена» (англ. It's Iron Curtains for McClaren — аналогия с «железным занавесом») газета отметила, что в связи с этим поражением Англия впервые за 14 лет может пропустить крупный турнир — последний раз Англия не выступала на чемпионате мира 1994 года, когда за провальную отборочную кампанию был уволен Грэм Тейлор. В комментариях к статье пользователи возмутились тем, что у английских футболистов не было характера, какой присутствовал у регбистов, ставших на днях серебряными призёрами чемпионата мира во Франции.
The Guardian, ссылаясь на послематчевое интервью Гуса Хиддинка, который «знал, кого надо винить в случившемся результате», также свалила вину в поражении на Макларена. Журналист газеты Пол Уилсон, называя основным виновником поражения Стивена Джеррарда, чей промах во втором тайме и стал началом цепочки ключевых событий, отметил, что Макларен провёл отборочную кампанию ещё хуже, чем Кевин Киган финальный этап чемпионата Европы 2000, поскольку при Макларене англичане не смогли обыграть Македонию и проиграли в гостях Хорватии, поэтому Макларену нужно было подавать в отставку вне зависимости исхода отборочного турнира чемпионата Европы. Возможными преемниками Макларена Уилсон называл Жозе Моуринью, Гуса Хиддинка или Луиса Фелипе Сколари, но в шутку предложил назначить тренером Виктора Зубкова, напутствовавшего россиян перед матчем. The Sunday Times в лице Джо Лавджоя выдвинула претензии не только в адрес Макларена, но и генерального директора Футбольной ассоциации Англии Брайана Барвика, который в своё время поддержал кандидатуру Макларена на должность тренера.
Daily Telegraph в статье «Надежды Англии повисли на волоске» (англ. England's European hopes hanging by a thread) призвала фанатов готовиться к самому худшему, предсказывая уход Стива Макларена в отставку до наступления Рождества из-за исчерпанного кредита доверия и называя в качестве преемника Терри Венейблза или сэра Тревора Брукина, а также осудила замены Макларена в матче и его попытки оправдаться за поражение, которые больше походили на «предсмертный хрип». The Times отметила, что ход игры изменился за «четыре минуты безумия в Москве», а сборная Англии после игры напоминала «труп, шевелящийся в конвульсиях». Газета, предполагая грядущую отставку Макларена, представила список возможных его преемников, где значились Гус Хиддинк, Арсен Венгер, Жозе Моуринью, Фабио Капелло и многие другие специалисты. The Daily Mirror в статье «Маку пришёл конец» (англ. Mac's finished) опубликовала интервью предшественника Макларена на посту тренера сборной Свена-Ёрана Эрикссона, который заявил, что Макларену грозит отставка в случае невыхода сборной Англии, но списал его поражение на банальное невезение.
Многие думают, что если ты играешь в конкретной команде, всё будет легко, но на самом деле ты должен работать и обладать запасом удачи, чтобы побеждать. Я не думаю, что Англии хватило удачи в игре с Россией.Оригинальный текст (англ.)Many people think if you play certain teams it's going to be easy, but you have to work and have a bit of luck to win those games. I don't think England had that luck against Russia
Daily Mail, разместив интервью Макларена о «четырёх минутах безумия», подвело итог матча в статье «Спокойной ночи, Вена» (англ. Goodnight Vienna, одноимённое название альбома Ринго Старра), предрекая невыход англичан на Евро-2008 по аналогии с невыходом Нидерландов на чемпионат мира 2002 года. Газета требовала от Стива Макларена объяснить ряд факторов: почему Уэйн Руни, забивший из положения «вне игры» свой гол, отрабатывал в обороне в моменте с назначением пенальти и на каких основаниях в стартовом составе не было Фрэнка Лэмпарда, а был Пол Робинсон, который подмочил свою репутацию ещё в гостевой игре с Хорватией. Издание предположило, что Макларен уйдёт в отставку ещё до игры с Хорватией.

#### Критика в адрес игроков
The Sun подвергло критике игроков в статьях «We are in ROOins» (с англ. — «Мы в руинах»), где слово «ruins» (с англ. — «руины») было стилизовано под написание фамилии Уэйна Руни (Rooney), и «Цыплятки должны вернуться домой для зажарки» (англ. Chickens home to roost), требуя от игроков объяснить причины поражения. Оценивая игроков, издание поставило по 10-балльной шкале оценку в 7 баллов Солу Кэмпбеллу и Уэйну Руни, а также 5 баллов Стивену Джеррарду. Самые низкие оценки были поставлены Полу Робинсону, Гарету Бэрри и Джолеону Лескотту. Daily Star в статье «Mos-KO» (название соответствует произношению слова «Moscow», KO — сокращение от слова «knockout», нокаут) опубликовало интервью Макларена, где тот отметил, что до момента с пенальти Кэмпбелл и Фердинанд играли на высоком уровне, и интервью Стивена Джеррарда, призвавшего команду взять на себя обязанность за поражение.
The Daily Mirror в статье «Nyet-mare» (производное от англ. Nightmare — кошмар — и транслитерации на английский слова нет — nyet) Мартина Липтона назвала виновником поражения Пола Робинсона, который допустил позиционную ошибку в эпизоде со вторым голом Павлюченко. За год до этого в Загребе англичане проиграли 0:2, а Робинсон в эпизоде со вторым пропущенным тогда голом не обработал мяч после обратного паса Гари Невилла и пропустил мяч в свои ворота. Героем матча был назван Роман Павлюченко, которого сравнили с «великим запасным» МЮ Уле-Гуннаром Сульшером, неоднократно забивавшим победные голы после выхода на замену, при этом никто из трёх защитников сборной Англии в эпизоде со вторым голом не поступил так, как ожидалось. По мнению газеты, Макларен стал на «точку невозврата», после которой у англичан почти не осталось надежд квалифицироваться на Евро-2008. А газета The Independent свалила вину в поражении даже на комментаторов матча с телеканала Sky Sports 1 — Ричард Киз и Джейми Реднапп («дядечка» и «папочка»), по словам журналиста Уилла Бакли вводили в заблуждение зрителей в течение всего матча, а их поступки описывались заголовком «Англию топят крикливость папочки и гордыня дядечки» (англ. Shouty dad and hubristic plonkers sink England), не признавая факт положения «вне игры» в момент гола Руни. Реднапп пытался представить Джеррарда главным виновником проигрыша, а Киз просто потерял нить игры. В конце своей статьи Бакли сказал, что вся сборная Англии сыграла по качеству ещё хуже, чем в 1970-е годы.

#### Долговременные перспективы
В полной иронии и насмешек статье The Daily Mirror под названием «На домашнем фронте беспокойство» (англ. It's disquiet on the home front, аллюзия на название романа Эриха Марии Ремарка «На западном фронте без перемен») Дерек Макговерн предрёк невыход всех сборных Великобритании на Евро-2008 вместе с отставкой их тренерских штабов и сделал ставки на то, кто выйдет в сборной на матч против Хорватии в ноябре. По словам Макговерна, в сборной не должны были играть Джолеон Лескотт и Пол Робинсон, а Стив Макларен, который опозорил Англию, должен был уйти как можно скорее из сборной и больше не работать с английскими клубами. Брайан Вулнаф в ноябре того же года опубликовал в Daily Star статью «Позор, что мы докатились до такого» (англ. Shameful that it's come to this), в которой описал типичный ход любой отборочной кампании с участием англичан и возмутился тому факту, что теперь судьба сборной Англии будет зависеть только от того, потеряет ли Россия в матчах с Израилем и Андоррой очки.
Шотландская The Herald подсчитала, что в случае невыхода сборной Англии на Евро-2008 одна только Футбольная ассоциация Англии недосчитается контрактов на сумму до 8 миллионов фунтов стерлингов, а общий материальный ущерб для Великобритании составит 1,25 миллиарда фунтов стерлингов. Газета также напомнила, что Макларена прежде обвиняли в нецелевой растрате бюджетов пяти футбольных клубов, которые он тренировал, а Футбольная ассоциация отвергла кандидатуры Сэма Эллардайса и Алана Кербишли, ненавидевших друг друга, и назначила на пост тренера Макларена, который не умел отстаивать своё мнение и шёл на поводу у прессы. Автор спортивной колонки The Times Каве Солеколь (англ. Kaveh Solhekol) на эмоциях потребовал от руководства ФИФА и УЕФА отменить отборочные турниры для ведущих сборных Европы или участников плей-офф предыдущего турнира, чтобы подобные конфузы не повторялись — подобная схема действует на чемпионатах мира по регби, а его коллега Мартин Сэмюэль не был так категоричен, списав поражение на неумение английских тренеров играть по другим схемам, кроме как 4-4-2, которая не приносила успехов сборной. По словам Сэмюэля, только переход к более современным схемам игры и изменение отношения к игрокам, уступившим россиянам в технике, мог бы принести англичанам успехи, подобные достигнутым на чемпионате мира 1990 и чемпионате Европы 1996 года.
The Independent в ряде статей заявила, что сборная Англии уже изжила себя и не может думать не только о попадании на Евро-2008, но и о каких-либо иных перспективах. Поражение, по словам газеты, отбросило весь английский футбол почти на 14 лет назад, а к футболистам за все минувшие годы неудач в Англии сформировалось слишком снисходительное отношение. Глен Мур заявил, что команда «исчерпала кредит оправданий» (англ. A team that has run out of excuses) после проигрыша сборной России, которая с учётом игр сборной СССР и СНГ не преодолевала с 1990 года групповые этапы международных турниров; Сэм Уоллес убедил фанатов в том, что сборная недооценила противника и уже не может пенять на искусственный газон; Ник Таунсенд обвинил команду в неумении удерживать нужный счёт в матче. Возможными преемниками Макларена, который должен был уйти после отборочной кампании, назывались Жозе Моуриньо и Мартин О’Нил, чью кандидатуру на должность главного тренера ранее отвергло руководство Футбольной ассоциации; Эндрю Мур призвал фанатов задуматься о реформе футбола в Англии, который не столько готовит игроков для сборной, сколько удовлетворяет целям бизнесменов.

## Реакция за границей

### Пресса
- На голландском интернет-сайте Voetbalzone соотечественники Гуса Хиддинка, комментируя игру России, особенно похвалили наставника россиян[207].
- Украинское издание Football.Ua, обсуждая игру, отметило, что россияне смогли воспользоваться тактическими просчётами Стива Макларена, который после забитого мяча перевёл игру строго в оборону[208], а также выразило откровенное удивление по поводу послематчевого поведения Стива Макларена[162].
- В Германии немецкий сайт weltfussball.de, который вёл текстовую онлайн-трансляцию встречи, отметил, что Россия своей победой заставила Англию начинать отбор чуть ли не с нуля[209].
- Французское издание L’Équipe, которое также вело текстовую онлайн-трансляцию матча, заметило, что гол Романа Павлюченко произвёл эффект электрического удара на англичан, а также наэлектризовал атмосферу на матче до предела[210]. Более того, французские журналисты преждевременно заявили об окончательном выбывании англичан из турнирной борьбы, хотя их прогноз в действительности сбылся[211].
- Испанская пресса отмечала, что Луис Медина Канталехо своими решениями определил исход встречи: газета Marca в статье «Россия и Медина Канталехо оставляют Англию в шаге от вылета с Евро» (исп. Rusia y Medina Cantalejo dejan a Inglaterra prácticamente fuera de la Eurocopa) отмечала, что Канталехо засуживал англичан[212]. Одни болельщики в комментариях осудили манеру работы Канталехо, заявив, что от такого пострадать может любая сильная сборная мира, а популярность футбола снизится и в Испании[37]. Другие же злорадствовали по поводу того, что Канталехо символически «отомстил» британцам за победу Льюиса Хэмилтона в Гран-при Японии сезона Формулы-1, который спровоцировал столкновение Марка Уэббера и Себастьяна Феттеля в конце гонки, выиграл по очкам и отобрал победу у Фернандо Алонсо, сошедшего с дистанции во второй половине гонки. Некоторые усматривали символизм фамилии тренера англичан и команды Формулы-1, замешанной в шпионском скандале 2007 года[37].
- Канадское издание Toronto Star в лице колумниста Кэтала Келли (англ. Cathal Kelly) вписало сборную Англии 2007 года в список величайших неудачников международных турниров наравне со сборной образца 1996 года на домашнем чемпионате Европы, сборной Италии образца Евро-2000 и сборной Португалии образца Евро-2004. По словам Келли, Англия после поражения оказалась «одной ногой в могиле», и шансов у неё на счастливый исход отборочной кампании уже не осталось[213].
- Международное агентство новостей Reuters в лице Майка Коллетта потребовало после игры от болельщиков не разжигать споры по поводу дальнейшего пребывания Макларена на должности главного тренера: по словам Коллетта, в стране проживает около 60 миллионов человек, но любой из них, кто считает себя более компетентным в данном вопросе, почему-то не изъявляет своего желания становиться главным тренером сборной Англии[214].

### Игроки
- Украинский легионер «Зенита» Анатолий Тимощук отметил, что победы такого масштаба остаются в памяти фанатов надолго[215].
- Бывший игрок сборной Германии и ныне её менеджер Оливер Бирхофф на жеребьёвке отбора на чемпионат мира 2010 признал, что Россия подтвердила свои морально-волевые качества благодаря победе над Англией[216].
- Неоднозначно отнёсся к победе России Стипе Плетикоса, тогда ещё вратарь московского «Спартака»: с одной стороны, после победы России вопрос о попадании Хорватии на чемпионат Европы остался не решённым на все 100 %; с другой стороны, Плетикоса очень хотел увидеть на чемпионате Европы сборные России и Хорватии[217].
- Победой России был очень доволен форвард ЦСКА Алвес Жо, который следил за игрой своих одноклубников — Жиркова, Игнашевича и братьев Березуцких[218].

## Итоговый отчёт
| 17 октября 2007 19:00 (UTC+3)    | \| Россия \| 2:1 \| Англия \| \| Роман Павлюченко 69′ (пен.), 73′ \| Голы \| 29′ Уэйн Руни \| | Стадион: «Лужники», Москва Зрителей: 78000 Судья: Луис Медина Канталехо |
| Отчёт                            |                                                                                               |                                                                         |
| Россия                           | 2:1                                                                                           | Англия                                                                  |
| Роман Павлюченко 69′ (пен.), 73′ | Голы                                                                                          | 29′ Уэйн Руни                                                           |

| Россия | Англия |

| РОССИЯ:     |    |                     |                 |
|             |    |                     |                 |
| ВР          | 30 | Владимир Габулов    |                 |
| ЦЗ          | 2  | Василий Березуцкий  | 14' 46'         |
| ЦЗ          | 5  | Сергей Игнашевич    |                 |
| ЦЗ          | 27 | Алексей Березуцкий  |                 |
| ПП          | 22 | Александр Анюков    |                 |
| ЦП          | 20 | Игорь Семшов        |                 |
| ЦП          | 17 | Константин Зырянов  |                 |
| ЛП          | 18 | Юрий Жирков         |                 |
| АП          | 15 | Динияр Билялетдинов |                 |
| ЦН          | 10 | Андрей Аршавин (К)  | 89'             |
| ЦН          | 11 | Александр Кержаков  | 58'             |
| Замены:     |    |                     |                 |
| ВР          | 16 | Вячеслав Малафеев   |                 |
| ЗЩ          | 14 | Роман Широков       |                 |
| ЗЩ          | 25 | Денис Колодин       | 89'             |
| ПЛ          | 7  | Дмитрий Торбинский  | 46'             |
| НП          | 13 | Павел Погребняк     |                 |
| НП          | 19 | Роман Павлюченко    | 58' 69′ 73′ 75' |
| НП          | 26 | Дмитрий Сычёв       |                 |
| Тренер:     |    |                     |                 |
| Гус Хиддинк |    |                     |                 |

| АНГЛИЯ        |    |                     |         |
|               |    |                     |         |
| ВР            | 1  | Пол Робинсон        |         |
| ПЗ            | 2  | Майка Ричардс       |         |
| ЦЗ            | 6  | Сол Кэмпбелл        |         |
| ЦЗ            | 5  | Рио Фердинанд       | 57'     |
| ЛЗ            | 3  | Джолеон Лескотт     | 79'     |
| ПП            | 8  | Шон Райт-Филлипс    | 79'     |
| ЦП            | 7  | Гарет Барри         |         |
| ЦП            | 4  | Стивен Джеррард (К) |         |
| ЛП            | 11 | Джо Коул            | 79'     |
| ЦН            | 9  | Уэйн Руни           | 29′ 68' |
| ЦН            | 10 | Майкл Оуэн          |         |
| Замены:       |    |                     |         |
| ВР            | 13 | Дэвид Джеймс        |         |
| ЗЩ            | 12 | Ники Шори           |         |
| ЗЩ            | 14 | Люк Янг             |         |
| ПЛ            | 16 | Фил Невилл          |         |
| ПЛ            | 15 | Фрэнк Лэмпард       | 79'     |
| ПЛ            | 17 | Стюарт Даунинг      | 79'     |
| НП            | 18 | Питер Крауч         | 79'     |
| Тренер:       |    |                     |         |
| Стив Макларен |    |                     |         |

### Полная статистика
Полная статистика матча была опубликована на Sky TV, а также в газете «Спорт-Экспресс».
| Критерий сравнения             | Россия                            | Англия                 |
| ------------------------------ | --------------------------------- | ---------------------- |
| Голы                           | 2                                 | 1                      |
| Голевые моменты                | 4                                 | 4                      |
| Точность реализации            | 50%                               | 25%                    |
| Удары                          |                                   |                        |
| По воротам                     | 10                                | 9                      |
| Мимо ворот                     | 5                                 | 5                      |
| В створ ворот                  | 4                                 | 3                      |
| Из штрафной                    | 6                                 | 5                      |
| Из-за штрафной                 | 4                                 | 4                      |
| В штанги и перекладины         | 0                                 | 0                      |
| Накрытые защитниками           | 14                                | 5                      |
| Угловые                        |                                   |                        |
| Всего угловых                  | 9                                 | 8                      |
| Удачно поданы                  | 2                                 | 6                      |
| Неудачно поданы                | 6                                 | 1                      |
| Разыграны                      | 1                                 | 1                      |
| Офсайды                        | 1                                 | 0                      |
| Отборы мяча                    | 24                                | 27                     |
| Фолы                           | 16                                | 18                     |
| Штрафные удары                 |                                   |                        |
| Всего ударов                   | 1                                 | 1                      |
| Удачные                        | 0                                 | 0                      |
| Пенальти                       | 1 (реализован)                    | 0                      |
| Навесы со штрафных             | 0                                 | 7                      |
| Предупреждения                 | 2 (оба за неспортивное поведение) | 2 (оба за грубую игру) |
| Удаления                       | 0                                 | 0                      |
| Средний возраст игроков        | 25,5                              | 25,7                   |
| Процент выигранных единоборств | 56,25%                            | 43,75%                 |
| Владение мячом                 | 66,8%                             | 33,2%                  |
| Мяч был на половине поля       | 57,3% времени                     | 42,7% времени          |
| Точность передач               | 80,8%                             | 66,2%                  |
| Количество передач             | 559                               | 300                    |